# Pam Kruse
Pam Kruse   (Miami, 3 de juny de 1950) és una nedadora estatunidenca, ja retirada, que va competir durant les dècades de 1960 i 1970.
El 1968 va prendre part en els Jocs Olímpics de Ciutat de Mèxic, on va disputar dues proves del programa de natació. Va guanyar la medalla de plata en els 800 metres lliures, quedant rere la seva compatriota Debbie Meyer, i fou quarta en els 400 metres lliures. En el seu palmarès també destaquen dues medalles d'or i una de plata als Jocs Panamericans de 1967, en els 800 metres lliures i els 4x100 metres estils.
En finalitzar els jocs començà a estudiar a la Michigan State University, on continuà nedant. En aquesta universitat es graduà el 1973 i es doctorà el 1979.